# PAPOLA
A poli(A) polimerase alfa é uma enzima que em humanos é codificada pelo gene PAPOLA.
PAPOLA se liga ao FIP1L1 (fator que interage com PAPOLA e CPSF1), uma subunidade do complexo de clivagem e fator de especificidade da poliadenilação subunidade 1 (CPSF1). Este complexo poliadenila a extremidade 3 ' dos mRNAs precursores (pré-mRNA) (ver CPSF). O CPSF1 é uma proteína de processamento de RNA que se liga a seqüências ricas em uracil no pré-mRNA, se liga e estimula a atividade do polinucleotídeo adenililtransferase da POPOLA e, portanto, adiciona resíduos de adenililo ao pré-mRNA. Essa ação poli-adenililo aumenta a maturação e o movimento do pré-mRNA do núcleo para o citoplasma, enquanto aumenta drasticamente a estabilidade do mRNA formado a partir do pré-mRNA: FIP1L1 é um fator de processamento final do pré-mRNA 3'. O gene de fusão FIP1L1 entre ele e os genes do receptor do fator de crescimento derivado de plaquetas, alfa (PGDFRA) ou do receptor alfa do ácido retinoico (RARA) são causas de certas doenças humanas associadas a níveis patologicamente aumentados de eosinófilos no sangue e/ou leucemias.